# Ключеводське
Ключево́дське — село в Україні, у Нововодолазькій селищній громадиі Харківського району Харківської області. Населення становить 16 осіб. Колишній (до 2020) орган місцевого самоврядування — Бірківська селищна рада.

## Географія
Село Ключеводське знаходиться на відстані 2,5 км від річки Джгун (лівий берег). По селу протікає пересихаючий струмок з загатами. На відстані 2 км розташоване смт Бірки.

## Історія
12 червня 2020 року, розпорядженням Кабінету Міністрів України № 725-р «Про визначення адміністративних центрів та затвердження територій територіальних громад Харківської області», увійшло до складу Нововодолазької селищної громади.
19 липня 2020 року, в результаті адміністративно-територіальної реформи та ліквідації Нововодолазького району, село увійшло до складу новоутвореного Харківського району.
22 червня 2023 року рішенням №230 Національної комісії зі стандартів державної мови віднесено до списку населених пунктів, які «можуть не відповідати лексичним нормам української мови», зокрема стосуватися «російської імперської чи колоніальної політики». Громаді рекомендовано обґрунтувати доцільність збереження поточної назви або запропонувати нову назву в установленому законодавством порядку.

## Особистості
В селі народився Нога Митрофан Петрович — Герой Радянського Союзу